# Aterica zeugma
Aterica zeugma är en fjärilsart som beskrevs av William Chapman Hewitson 1869. Aterica zeugma ingår i släktet Aterica och familjen praktfjärilar. Inga underarter finns listade i Catalogue of Life.